# 年鑑學派
年鑑學派（法語：École des Annales）是一個史學流派，得名自法國學術刊《經濟社會史年鑑》（Annales d'histoire économique et sociale），這份刊物在1946年改名《經濟、社會與文化年鑑》（Annales. Economies, sociétés, civilisations），1994年又改為《歷史與社會科學年鑑》（Annales. Histoire, Sciences Sociales）。年鑑學派以採取社會科學的歷史觀著稱。
年鑑學派為1929年由當時任教於斯特拉斯堡大學的馬克·布洛赫與費夫爾創始。他們結合了地理學、歷史學與社會學。他們依循社會科學的歷史觀，但又不像大多同時期的史家般過度強調。這樣的態度使得年鑑學派較強調一段長時期的歷史架構，看重地理、物質等因素對歷史的影響，也衍伸出心態史的研究。此種態度最著名的研究成果即為布勞岱爾（此學派最出名的學者）的《菲利浦二世時代的地中海和地中海世界》。年鑑學派的繼承學者，如具有代表性的埃瑪紐埃爾·勒華拉杜里與勒高夫，轉而強調以文化史、經濟史的觀點研究歷史。

## 歷史

### 形成
年鑑學派形成的背景，是20世紀初的史學危機。當時史學主流實證史學的方法論受到質疑與挑戰，其領域限於政治、軍事和外交史，也過於狹窄:487-489。一戰之後，法國收回阿爾薩斯—洛林地區，重點建設當地的斯特拉斯堡大學。當時斯特拉斯堡大學游離於實証史學傳統的學術體制以外，有空間讓新史學成長，進入斯特拉斯堡大學的兩位教授：馬克·布洛克和呂西安·費弗爾對傳統史學的反思逐漸成熟，開展多學科的合作，與地理學家、心理學家、社會學家經常交流討論，定期舉行報告會。1928年布洛克提出創辦雜誌，翌年1月15日，《經濟社會史年鑑》正式問世。學報一反傳統史學只重視政治、軍事、外交和大人物的傾向，轉而著重經濟史和社會史的研究，並提出要打破史學研究的專業局限和學術局限。《經濟社會史年鑑》是史學期刊，卻具有鮮明的跨學科色彩。其編委會中有10人，主編是馬克·布洛克和呂西安·費弗爾，編委8人除4個是歷史學家外，還有地理學家、社會學家、經濟學家、政治學家各1人，具備了跨學科研究的陣容和力量。《經濟社會史年鑑》迅速成為新史學的代表:495-496，使新史學擁有自己的陣地，此後年鑑學派以不斷問世的論文和著作贏得了名聲。1929年《經濟社會史年鑑》的創刊標誌著年鑑學派成立，馬克·布洛克和呂西安·費弗爾則被視作年鑑學派的始創人:493-494、497。

### 第一代
年鑑學派第一代的兩位先驅，分別是馬克·布洛克和呂西安·費弗爾。呂西安·費弗爾尤其注重地理環境對於人文的影響，曾發表《菲利普二世與孔德地區》（Philippe II et la Franche-Comté）、《地理環境和人類進化》（La Terre et l'évolution humaine），描述地理環境與人類歷史的緊密關係，但他更注意的是「人類地理學」，即注意地理環境對人類的影響，人類行為又將如何參與地理改造。後來呂西安·費弗爾受了貝爾的影響，強調歷史學必須全面兼顧，批評舊式以政治史為中心的史學，還撰文《為新史學而戰》（Combats pour l'histoire），確立新一代的史學必須是「科學的、綜合的、比較的、全面的」，他晚年將重心轉向思想史，從經濟蜕變中觀察教會制度史，在《馬丁路德的命運》（Un Destin. Martin Luther）的著作中，就力圖把馬丁路德放在當時的社會環境中，藉此解釋新教的影響。
另一位先驅布洛克比呂西安·費弗爾更致力於社會經濟結構的探討，他相當欣賞涂爾幹的社會學，甚至將其視為史學研究的工具，在《法國鄉村史》（Les Caractères originaux de l'histoire rurale française）中就深入探討了中世紀法國農民和農奴的生活狀況、土地型態、收成制度、耕作技能，力圖把各種歷史事件貫串起來，以揭示法國農業的歷史轉變。他的另一巨作《封建社會》（La société féodale）研究西洋中古封建制度，突破了馬克思主義者對於封建社會的定界，不再把封建主義作為一種社會的生產方式，他認為封建社會是一種「整體的社會環境」，封建社會的統治與依附、富貴與貧窮皆具有緊密的聯繫。

### 第二代
年鑑學派第二代的代表人物是布勞岱爾，他21歲大學畢業後就到了北非阿爾及利亞執教，因長年居住在北非，截然不同的環境開拓了他治史的視野，也許是從北非眺望地中海與身在歐洲的看到的地中海有不同的感受，他開始著手菲利浦時代的地中海沿岸歷史，1937年布勞岱爾在返法的船上與費夫賀巧遇，受了費夫賀的影響，他開始寫作有關地中海的書，1949年出版了《菲利浦二世時代的地中海和地中海世界》（La Méditerranée et le monde méditerranéen à l'époque de Philippe II）得到了熱烈的迴響，全書分為三大部份，第一部分描述地理環境，論述人文與自然景觀之間的歷史，跟老師費夫賀一樣，布勞岱爾以地中海沿岸的民族性格表示地理環境對人文的深遠作用。第二部分討論社菲利浦二世帝國的社會結構、經濟體系，布勞岱爾不從個別歷史人物的角度作解釋，而是把個人與事件放在大環境之中觀察，亦即所謂的「總體歷史」法語：（histoire totale）。第三部分則是純史實敘述。三個部分所代表的歷史時間皆不同，第三部分敘述的政治事件呈現的時間很短暫，第二部分涉及經濟活動，影響的歷史時間較長，而第一層中地理因素影響歷史的的因素最長。在此之前很少有歷史家重視歷史的空間，而布勞岱爾強調「長時間」的重要性，首開風氣。
費夫賀一直期望布勞岱爾能寫一部關於物質文明的書，布勞岱爾花了近二十五年才完成這部三冊的巨作《15至18世紀的物質文明、經濟和資本主義》，第一冊分述各種數據、食物、住宅等，第二冊則是從結構視野談各類商人、貿易工具及歐洲以外的市場經濟，第三冊穿越時空討論各國各時期的經濟，資本主義興起對歐洲的衝擊等。布勞岱爾將日常生活視為經濟底層，中層是較有計畫、體系的「經濟生活」（vie économique），最上層是資本主義機制。而他對於資本主義的概念也有異於馬克思，只談論貿易與流通，不論勞動與生產。全書橫貫四百年，是繼《地中海與地中海世界》之後另一部「長時段」的歷史。

### 第三代
年鑑學派到了第三代時發展已經十分蓬勃，第三代的成員承接布勞岱爾的路線，勒華拉杜里所著的《蒙大猶 (书)》是對社會史及文化史具有企圖心的研究，他不似布勞岱爾和其他年鑑學派的前輩去探討大範圍的歷史，反而以法國南部村莊的居民主題，這種從沙見世界的思維，後來被稱作「微觀歷史」（microhistoire），此種歷史雖蔚為風潮但仍有其缺陷存在，英國歷史家彼得‧柏克就毫不客氣的提出疑問，表示他不明白蒙大猶這個小山村能代表哪個較大的單位，在他看來《蒙大猶》一部分的成功是搭上了地域意識（regionalism）的浪潮。不過，這並不足以否定勒華拉杜里，因為他在沒有文獻的情況下，巧妙的利用樹幹的年輪中尋找氣候的變遷資料，重建了葡萄收成情況並依此寫出《朗格多克的農民》（Les paysans du Languedoc），此書的特色除了跨越兩百年的長時段以外，還參考了佛洛依德的理論，歷史學與心理學的結合是第三代的年鑑學派的特色，其中最傑出的莫過於勒高夫，他發表《煉獄的誕生》（La naissance du purgatoire），探討人們對死後世界呈現的變遷史，勒高夫相信煉獄觀念的興起是構成封建基督教轉化原因，另外他也發表關於心態史的專書《心態史：一個模糊不清的歷史》（Mentalités: une histoire des ambiguïtés），指出心態史的集體特徵，即一種歷史心態的產生是一個同時代的人所共有的，而非個體的內容。

### 第四代
經過了一甲子的時間，年鑑學派的第四代已經出現了，他們是雅克·雷韦尔、罗歇·沙尔捷、安德烈·比尔吉埃，新生代的年鑑學派史家有回流反撲的趨勢，一方面他們繼承年鑑學派的傳統「跨學科式的歷史研究」，一方面也大膽挑戰第一、二代年鑑學派所樹立的典範，研究範圍逐漸從經濟與社會史轉向心態史，成為新文化史的開端。

## 主張
年鑑學派不單純是學派，而是法國史學界一場追求創新、改進歷史解釋的運動，提出要打破史學研究的專業局限和學術局限，通過與其他社會科學和人文科學的聯合，打破傳統史學模式:487、496。年鑑學派認為：「歷史學是關於人的科學，是關於人類過去的科學。」劃清史學與歷史哲學的界線，使史學向科學靠攏:40-41。年鑑學派提倡「整體的歷史」，注重歷史的長時段發展，且跨學科的研究，將社會學、經濟學、人類學納入歷史學中的概念，為歷史研究開了一扇窗，從此歷史學家的研究範疇由政治史轉移到社會史、文化史。

## 譯名
年鑑學派緣起於1929年由費夫爾與布洛赫所發行的《社會經濟史學報》（Annales d'histoire économique et sociale），他們承接貝爾（Henri Berr）的《歷史社會雜誌》與涂爾幹的《社會學報》，而「年鑑式」的史學寫作即為此類的學者所不屑，因此若將Annales直譯作年鑑，豈不諷刺至極，所以歷史家汪榮祖認為不妨以音譯作「安娜學派」。

## 延伸閱讀
- Peter Burke. The French Historical Revolution: The Annales School, 1929-1989. Stanford University Press. 1991.
- François Dosse. The New History in France: The Triumph of the Annales.  University of Illinois Press. 1994.
- Lynne Hunt and Jacques Revel (eds). Histories: French Constructions of the Past. The New Press. 1994.（A collection of essays with many pieces from the Annales--the long introduction is excellent, and contains many good references）。